# جليسون ارتشر سينيور
جليسون ارتشر سينيور (بالإنجليزية: Gleason Archer, Sr.)‏ هو كاتب أمريكي، ولد في 29 أكتوبر 1880، وتوفي في 28 يونيو 1966.